# Метида (спътник)
Вижте пояснителната страница за други значения на Метис.
 Тази статия е за спътника на Юпитер.  За астероида вижте 9 Метис.  За други значения вижте Метис (пояснение).
Метис е най-вътрешният от естествените спътници на Юпитер. Открит е през 1979 г. на снимки заснети от Вояджър 1, и му е дадено предварително означение S/1979 J 3. През 1983 г. е именуван на героинята от древногръцката митология Метис. Като алтернатива се използва и името Юпитер 16.
Метис се намира между планетата и нейния основен планетарен пръстен, като за спътника се счита че е източника на материала изграждащ пръстена. Метис се намира на подстационарна орбита и приливните сили на Юпитер водят до бавно понежение на орбиталния радиус на спътника. За момента Метис е над границата на Рош за твърдо тяло.